# Jewgeni Alexejewitsch Seredin
Jewgeni Alexejewitsch Seredin (russisch Евгений Алексеевич Середин; * 10. Februar 1958 in Wolschski, Russische SFSR, Sowjetunion; † 5. April 2006 in Sankt Petersburg) war ein russischer Schwimmer und Olympiamedaillengewinner, der für die Sowjetunion startete.
Jewgeni Seredin gewann bei den Olympischen Spielen 1980 in Moskau die Silbermedaille (4 × 100 m Lagen). Im Wettbewerb über 100 m Schmetterling belegte er den 5. Platz.
Bei den Olympischen Spielen 1976 in Montreal belegte er in der 4-mal-100-Meter-Lagenstaffel den fünften Platz zusammen mit Igor Omeltschenko, Arvydas Juozaitis und Andrei Krylow.
Seredin war mehrmals sowjetischer Meister (1976, 1978, 1979 – 100 m; 1976 – 4 × 100 m Lagen; 1979 – 4 × 200 m Lagen; 1978, 1979 – 4 × 100 m komb.).
Nach dem Ende seiner sportlichen Karriere arbeitete Seredin als Schwimmtrainer in Leningrad bzw. Sankt Petersburg. Er starb am 5. April 2006 an einem Herzinfarkt und wurde auf dem Smolensker Friedhof in Sankt Petersburg begraben.

## Persönliche Bestzeiten
- 100 m Schmetterling: 55,35 s (1980)
- Zusammen mit Sergei Kopljakow, Alexander Fedorowski und Wiktor Kusnezow stellte Seredin am 8. April 1979 in Potsdam mit einer Zeit von 3:45,99 min einen Europarekord über 4 × 100 m Lagen (50-m-Bahn) auf. Diesen Rekord überboten die vier Schwimmer am 20. August 1979 in Moskau (3:45,99) und in einer leicht veränderten Zusammensetzung (Arsens Miskarovs statt Alexander Fedorowski) am 24. Juli 1980 in Moskau (3:45,92).